# D'amour ou d'amitié
D'amour ou d'amitié è una canzone della cantante canadese Céline Dion, tratto dal suo album Tellement j'ai d'amour.... Il brano fu pubblicato in Francia nel dicembre 1982 e in Canada nel maggio 1983 come secondo singolo promozionale. La canzone è stata scritta a sei mani dal fidato Eddy Marnay, Jean Pierre Lang e Roland Vincent.

## Antefatti, pubblicazioni e successo commerciale
Il 24 gennaio 1983, Céline Dion fu scelta per rappresentare il Canada al MIDEM di Cannes, come Rivelazione dell'Anno con il brano D'amour ou d'amitié.
La canzone divenne un successo in Québec ed entrò nella classifica dei singoli più venduti il 7 maggio 1983, raggiungendo la prima posizione e rimanendovi per quattro settimane, in totale trascorse quaranta settimane in classifica. Il 1º aprile 1985 D'amour ou d'amitié fu certificato disco d'oro per aver venduto oltre 50 000 copie in Canada.
D'amour ou d'amitié fu pubblicato come singolo anche in Francia e in Olanda. Questo fu il secondo singolo della Dion ad essere pubblicato in Francia dopo Ce n'était qu'un rêve, pubblicato nel 1982 e il primo ad essere pubblicato nei Paesi Bassi. La canzone ebbe un ottimo successo in Europa raggiungendo la quinta posizione della classifica francese dei singoli. Il 1º settembre 1983 Céline divenne la prima artista canadese a ricevere un disco d'oro in Francia con il suo singolo D'amour ou d'amitié, che vendette più di 700 000 copie. In seguito al successo ottenuto dal singolo, Céline pubblicò il suo primo album in Francia, Du soleil au cœur. Il singolo fu pubblicato anche su vinile a 12" con ben quattro canzoni, tra cui i singoli D'amour ou d'amitié e Ce n'etait qu'un rêve.
Il videoclip musicale del singolo fu tratto da uno speciale televisivo andato in onda nel 1983.
Céline registrò anche una versione in tedesco della canzone intitolata Was bedeute ich dir. Questa nuova versione fu pubblicata come singolo in Germania nel 1984 con il singolo Mon ami, geh nicht fort, versione tedesca di Mon ami m'a quittée.
D'amour ou d'amitié è stato anche incluso nel greatest hits della Dion del 2005, On ne change pas.

## Formati e tracce
LP Singolo 7" (Canada) (Saisons: SNS-6524)
1. D'amour ou d'amitié – 3:59 (Eddy Marnay, Jean Pierre Lang, Roland Vincent)
2. Le vieux monsieur de la rue Royale – 4:10 (Alain Noreau, Marnay)

LP Singolo 7" (Francia) (Pathé: 2C 008-72653)
1. D'amour ou d'amitié – 3:55 (Marnay, Lang, Vincent)
2. Visa pour les beaux jours – 3:22 (Christian Loigerot, Marnay, Thierry Geoffroy)

LP Singolo 7" (Germania) (Columbia: 1 C 006 2002077)
1. Was bedeute ich dir – 3:55 (Marnay, Lang, Jürgen Ehlers)
2. Mon ami, geh nicht fort – 2:58 (Loigerot, Marnay, Hans Bradtke, Geoffroy)

LP Singolo 7" (Paesi Bassi) (Pathé: 1A 006-72653; EMI: 1A 006-72653)
1. D'amour ou d'amitié – 3:55 (Marnay, Lang, Vincent)
2. Visa pour les beaux jours – 3:22 (Marnay, Loigerot, Geoffroy)

LP Singolo 12" (Francia) (Pathé Marconi EMI: 154500 6)
1. D'amour ou d'amitié – 3:59 (Marnay, Lang, Vincent)
2. Visa pour les beaux jours – 3:23 (Marnay, Loigerot, Geoffroy)
3. Ce n'était qu'un rêve – 3:47 (Thérése Dion, Céline Dion, Jacques Dion)
4. L'amour viendra – 4:20 (Marnay, Amerigo Cassella, Dario Baldan Bembo)

## Classifiche
| Classifica (1982) | Posizioni massime raggiunte |
| ----------------- | --------------------------- |
| Francia (SNEP)    | 5                           |
| Québec (ADISQ)    | 1                           |

## Crediti e personale
Personale
- Direttore d'orchestra - Guy Mattéoni
- Musica di - Jean Pierre Lang, Eddy Marnay, Roland Vincent
- Produttore - Eddy Marnay
- Produttore aggiuntivo - Rudi Pascal
- Testi di - Jean Pierre Lang, Eddy Marnay, Roland Vincent

## Cronologia di pubblicazione
| Paese       | Data           | Formato      |
| ----------- | -------------- | ------------ |
| Canada      | 1983           | Vinile (7")  |
| Francia     | 1982           | Vinile (7")  |
| Francia     | 25 maggio 1983 | Vinile (12") |
| Germania    | 1984           | Vinile (7")  |
| Paesi Bassi | 1983           | Vinile (7")  |